# Ronde van Frankrijk 2008/Eenentwintigste etappe
De eenentwintigste etappe van de Ronde van Frankrijk 2008 werd verreden op 27 juli 2008 over een afstand van 143 kilometer. Het was de laatste etappe die uitmondde in een massasprint en waarin het algemeen klassement zoals verwacht ongewijzigd bleef.

## Verloop

### Tussensprints
| Tussensprint Avenue des Champs-Élysées na 99,0 km |                     |        |
| Plaats                                            | Naam                | Punten |
| Winnaar                                           | José Iván Gutiérrez | 6      |
| 2                                                 | Xavier Florencio    | 4      |
| 3                                                 | Joost Posthuma      | 2      |

| Tussensprint Avenue des Champs-Élysées na 118,5 km |                   |        |
| Plaats                                             | Naam              | Punten |
| Winnaar                                            | Carlos Barredo    | 6      |
| 2                                                  | Nicolas Vogondy   | 4      |
| 3                                                  | Volodymyr Hoestov | 2      |

### Bergsprints
| Beklimming Côte de Saint-Rémy-les-Chevreuse na 48,0 km | Beklimming Côte de Saint-Rémy-les-Chevreuse na 48,0 km | Beklimming Côte de Saint-Rémy-les-Chevreuse na 48,0 km | 4e cat. 1,1 km à 6,3 % | 4e cat. 1,1 km à 6,3 % |
| Plaats                                                 | Naam                                                   | Naam                                                   | Punten                 |                        |
| Winnaar                                                | Bernhard Kohl                                          | Bernhard Kohl                                          | 3                      |                        |
| 2                                                      | Gert Steegmans                                         | Gert Steegmans                                         | 2                      |                        |
| 3                                                      | Bernhard Eisel                                         | Bernhard Eisel                                         | 1                      |                        |

| Beklimming Côte de Châteaufort na 51,5 km | Beklimming Côte de Châteaufort na 51,5 km | Beklimming Côte de Châteaufort na 51,5 km | 4e cat. 0,9 km à 5,6 % | 4e cat. 0,9 km à 5,6 % |
| Plaats                                    | Naam                                      | Naam                                      | Punten                 |                        |
| Winnaar                                   | Sebastian Lang                            | Sebastian Lang                            | 3                      |                        |
| 2                                         | Freddy Bichot                             | Freddy Bichot                             | 2                      |                        |
| 3                                         | Marco Marzano                             | Marco Marzano                             | 1                      |                        |

## Uitslag
| rang | renner            | land          | ploeg                  | tijd       |
| ---- | ----------------- | ------------- | ---------------------- | ---------- |
| 1    | Gert Steegmans    | België        | Quick·Step             | 3u 51' 38" |
| 2    | Gerald Ciolek     | Duitsland     | Team Columbia          | z.t.       |
| 3    | Óscar Freire      | Spanje        | Rabobank               | z.t.       |
| 4    | Robbie McEwen     | Australië     | Silence-Lotto          | z.t.       |
| 5    | Thor Hushovd      | Noorwegen     | Crédit Agricole        | z.t.       |
| 6    | Julian Dean       | Nieuw-Zeeland | Team Garmin - Chipotle | z.t.       |
| 7    | Stefan Schumacher | Duitsland     | Gerolsteiner           | z.t.       |
| 8    | Robert Förster    | Duitsland     | Gerolsteiner           | z.t.       |
| 9    | Leonardo Duque    | Colombia      | Cofidis                | z.t.       |
| 10   | Robert Hunter     | Zuid-Afrika   | Team Barloworld        | z.t.       |

## Strijdlustigste renner
| renner          | land      | ploeg     |
| --------------- | --------- | --------- |
| Nicolas Vogondy | Frankrijk | Agritubel |

## Algemeen klassement
| pos | renner                | nationaliteit    | ploeg             | tijd        |
| --- | --------------------- | ---------------- | ----------------- | ----------- |
|     | Carlos Sastre         | Spanje           | Team CSC          | 87u 52' 52" |
| 2   | Cadel Evans           | Australië        | Silence-Lotto     | op 58"      |
| 3   | Bernhard Kohl         | Oostenrijk       | Team Gerolsteiner | op 1' 13"   |
| 4   | Denis Mensjov         | Rusland          | Rabobank          | op 2' 10"   |
| 5   | Christian Vande Velde | Verenigde Staten | Team Garmin       | op 3' 05"   |
| 6   | Fränk Schleck         | Luxemburg        | Team CSC          | op 4' 28"   |
| 7   | Samuel Sánchez        | Spanje           | Euskaltel-Euskadi | op 6' 25"   |
| 8   | Kim Kirchen           | Luxemburg        | Team Columbia     | op 6' 55"   |
| 9   | Alejandro Valverde    | Spanje           | Caisse d'Epargne  | op 7' 12"   |
| 10  | Tadej Valjavec        | Slovenië         | AG2R-La Mondiale  | op 9' 05"   |

## Nevenklassementen

### Puntenklassement
| rang | renner       | land      | ploeg           | punten |
| ---- | ------------ | --------- | --------------- | ------ |
|      | Óscar Freire | Spanje    | Rabobank        | 270    |
| 2    | Thor Hushovd | Noorwegen | Crédit Agricole | 220    |
| 3    | Erik Zabel   | Duitsland | Team Milram     | 217    |

### Bergklassement
| rang | renner        | land       | ploeg                | punten |
| ---- | ------------- | ---------- | -------------------- | ------ |
|      | Bernhard Kohl | Oostenrijk | Team Gerolsteiner    | 128    |
| 2    | Carlos Sastre | Spanje     | Team CSC - Saxo Bank | 80     |
| 3    | Fränk Schleck | Luxemburg  | Team CSC - Saxo Bank | 80     |

### Jongerenklassement
| rang | renner          | land      | ploeg                | tijd        |
| ---- | --------------- | --------- | -------------------- | ----------- |
|      | Andy Schleck    | Luxemburg | Team CSC - Saxo Bank | 88u 04' 24" |
| 2    | Roman Kreuziger | Tsjechië  | Liquigas             | op 1' 27"   |
| 3    | Vincenzo Nibali | Italië    | Liquigas             | op 17' 01"  |

### Ploegenklassement
| rang | ploeg                | land       | tijd          |
| ---- | -------------------- | ---------- | ------------- |
|      | Team CSC - Saxo Bank | Denemarken | 263u 29' 57"  |
| 2    | AG2R-La Mondiale     | Frankrijk  | op 15' 35"    |
| 3    | Rabobank             | Nederland  | op 1u 05' 26" |

1e etappe ·
2e etappe ·
3e etappe ·
4e etappe ·
5e etappe ·
6e etappe ·
7e etappe ·
8e etappe ·
9e etappe ·
10e etappe ·
11e etappe ·
12e etappe ·
13e etappe ·
14e etappe ·
15e etappe ·
16e etappe ·
17e etappe ·
18e etappe ·
19e etappe ·
20e etappe ·
21e etappe
Startlijst · Eindstanden · Afbeeldingen